# Perdita atriventris
Perdita atriventris är en biart som beskrevs av Timberlake 1960. Perdita atriventris ingår i släktet Perdita och familjen grävbin. Inga underarter finns listade i Catalogue of Life.